# 徐承恩 (香港)
徐 承恩（じょ しょうおん、英語: Eric Sing-yan Tsui、広東語読み:ツイ・シンヤン、1978年 - ）は、香港の医師、政治論客、歴史学者。字は弼群。

## 経歴
祖籍は広東香山。日中戦争勃発時に祖父母が香港に移住。母は潮汕人、鶴山人の間に生まれた。皇仁書院（クイーンズ・カレッジ）を経て、香港中文大学新亜書院（ニュー・アジア・カレッジ）医学院を2002年に卒業し、2004年から民間の医師として働く。その後、香港中文大学研究院（大学院）に再入学し、社会学文学修士号と哲学修士号を取得。2009年に渡英し、政治学博士号の取得を目指すが、1ヶ月で香港に戻る。
2012年、伍子豊、易汶健と共著で『菁英惡鬥：香港官商霸權興衰史』を出版。翌年、2013年『城邦舊事：十二本書看香港本土史』を上梓。その後、同書を基に、郷土史観の総論である『香港，鬱躁的家邦：本土觀點的香港源流史』を著した。
2013年、香港大学学生会の香港民族論の執筆者の一人になった。
香港人は、香港民族であり紀元前から東アジアの南部に暮らしていた「百越」の後裔で、近世の大航海時代に突入してからポルトガル人やイギリス人、漢人難民との混血で融合して形成されたと主張した。
国学を大成した本居宣長、事大主義に反対して金玉均らと共に朝鮮の近代化に尽力した徐載弼、日本に亡命して台湾独立運動に一生を捧げた史明などを尊敬している。